# Скачков, Семён Андреевич
Семён Андреевич Скачков (1907—1996) — советский государственный деятель. Член ЦК КПСС в 1971—1986 гг., кандидат в 1961—1971 гг. Депутат Верховного Совета СССР 3—10 созывов. Герой Социалистического Труда.

## Биография

Могила Скачкова на Троекуровском кладбище Москвы.

В 1930 году окончил Харьковский механико-машиностроительный институт.
- 1921—1924 — курьер, подручный слесаря.
- 1924—1930 — студент института.
- 1930—1941 — работал в Харькове: сменный инженер, помощник начальника цеха, заместитель начальника цеха, начальник цеха, заместитель начальника отдела, главный металлург завода.
- 1941—1945 — парторг ЦК ВКП(б) на заводе.
- 1945—1954 — директор заводов в Ленинграде, Нижнем Тагиле и Челябинске.
- 1954—1957 — первый заместитель министра транспортного машиностроения СССР.
- 1957—1958 — председатель Харьковского совнархоза.
- 1958—1978 — председатель Государственного комитета Совета Министров СССР по внешним экономическим связям.
- 1978—1983 — председатель Государственного комитета СССР по внешним экономическим связям — министр СССР.
- С мая 1983 года персональный пенсионер союзного значения

## Награды
- Герой Социалистического Труда (1978)
- четыре ордена Ленина
- орден Отечественной войны II степени
- четыре ордена Трудового Красного Знамени
- два ордена Красной Звезды